# Wallace Wade Stadium
 (mars 2025).
Si vous disposez d'ouvrages ou d'articles de référence ou si vous connaissez des sites web de qualité traitant du thème abordé ici, merci de compléter l'article en donnant les références utiles à sa vérifiabilité et en les liant à la section « Notes et références ».
Le Wallace Wade Stadium est un stade de football américain situé sur le campus de l'Université Duke à Durham (Caroline du Nord). Cette enceinte de 40 004 places est la propriété de l'Université Duke. C'est là qu'évoluent les Duke Blue Devils.

## Historique
Inauguré en 1929 sous le nom de Duke Stadium, le stade est rebaptisé Wallace Wade Stadium en 1967 en hommage à Wade Wallace (1892-1987), entraîneur légendaire de l'équipe de football américain de Duke.
Ce stade a accueilli le Rose Bowl Game en 1942 à la suite des restrictions de déplacements sur la Côte Ouest consécutives à l'attaque de Pearl Harbor par les Japonais le 7 décembre 1941.
Le 8 octobre 2005, les Rolling Stones donnèrent un concert au Wallace Wade Stadium devant une enceinte comble.